# Samuel Anderson Purviance

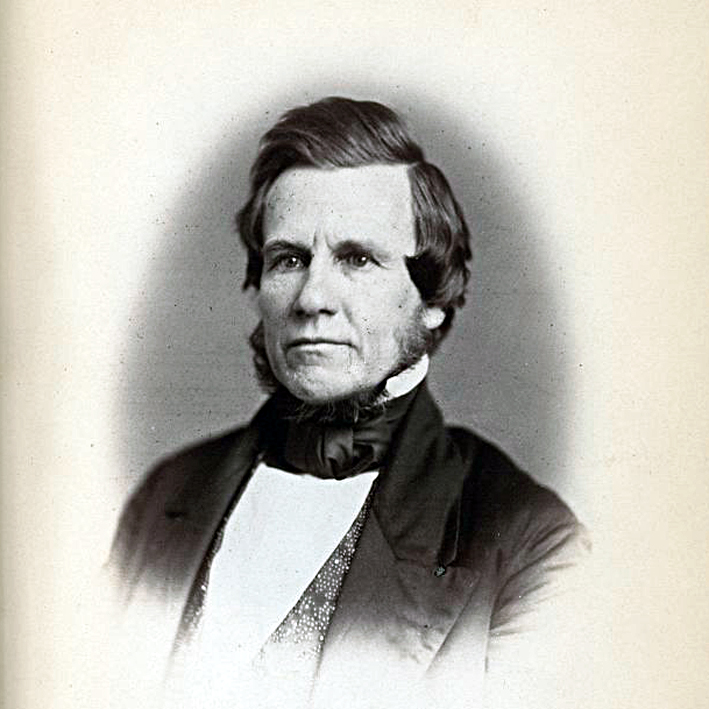
Samuel Anderson Purviance (1859)

Samuel Anderson Purviance (* 10. Januar 1809 in Butler, Pennsylvania; † 14. Februar 1882 in Allegheny, Pennsylvania) war ein US-amerikanischer Politiker. Zwischen 1855 und 1859 vertrat er den Bundesstaat Pennsylvania im US-Repräsentantenhaus.

## Werdegang
Samuel Purviance besuchte die Grundschule und danach ein College. Nach einem anschließenden Jurastudium und seiner 1827 erfolgten Zulassung als Rechtsanwalt begann er in Butler in diesem Beruf zu arbeiten. Zwischenzeitlich zog er in das Warren County, wo er zwei Jahre lang als Bezirksstaatsanwalt fungierte. Danach kehrte er nach Butler zurück, wo er seine Anwaltstätigkeit fortsetzte. Gleichzeitig schlug er als Mitglied der Whigs eine politische Laufbahn ein. In den Jahren 1837 und 1838 nahm er als Delegierter an einem Verfassungskonvent seines Staates teil; von 1838 bis 1839 saß er als Abgeordneter im Repräsentantenhaus von Pennsylvania. Im Mai 1844 war er Delegierter auf dem Bundesparteitag der Whigs. Nach deren Auflösung war er für kurze Zeit Mitglied der kurzlebigen Opposition Party. Danach schloss er sich den Republikanern an. In den Jahren 1856, 1860, 1864 und 1868 besuchte er als Delegierter die jeweiligen Republican National Conventions, auf denen John C. Frémont, zweimal Abraham Lincoln sowie schließlich Ulysses S. Grant als Präsidentschaftskandidaten nominiert wurden.
Bei den Kongresswahlen des Jahres 1854 wurde Purviance für die Opposition Party im 22. Wahlbezirk von Pennsylvania in das US-Repräsentantenhaus in Washington, D.C. gewählt, wo er am 4. März 1855 die Nachfolge von Thomas Marshall Howe antrat. Nach einer Wiederwahl als Republikaner konnte er bis zum 3. März 1859 zwei Legislaturperioden im Kongress absolvieren. Diese waren von den Ereignissen im Vorfeld des Bürgerkrieges geprägt. Im Jahr 1858 wurde er von seiner Partei nicht mehr zur Wiederwahl nominiert.
1859 zog Samuel Purviance nach Pittsburgh, wo er bis 1876 als Anwalt praktizierte. Im Jahr 1861 amtierte er zwischenzeitlich als Attorney General von Pennsylvania. Von 1864 und 1868 war er republikanischer Parteivorsitzender seines Staates. Im Jahr 1872 war er erneut Delegierter auf einem Verfassungskonvent von Pennsylvania; 1874 strebte er erfolglos die Rückkehr in den Kongress an. Seit 1876 lebte er im Ruhestand. Er starb am 14. Februar 1882 in Allegheny, einem Vorort von Pittsburgh.